# Teuscheria horichiana
Teuscheria horichiana är en orkidéart som beskrevs av Rudolph Jenny och Guido Jozef Braem. Teuscheria horichiana ingår i släktet Teuscheria och familjen orkidéer.
Artens utbredningsområde är Costa Rica. Inga underarter finns listade i Catalogue of Life.